# 아흐메트 일마즈 찰리크
아흐메트 일마즈 찰리크(튀르키예어: Ahmet Yılmaz Çalık, 1994년 2월 26일~2022년 1월 11일)는 겐츨레르비를리이, 갈라타사라이, 코니아스포르와 터키 축구 국가대표팀에서 활약한 튀르키예의 축구 선수였다.
2022년 1월 11일, 앙카라에서 교통사고로 인해 27세의 나이로 사망하였다.